# Gunter Schweikhart
Gunter Schweikhart (* 31. Dezember 1939 in Gochsheim (Kraichtal); † 29. November 1997 in Bonn) war ein deutscher Kunsthistoriker.

## Leben
Nach der Promotion zum Dr. phil. in Würzburg 1966 war er an der Kunstbibliothek Berlin und dem Kunsthistorischen Institut in Florenz tätig. Von 1971 bis 1977 arbeitete er als Assistent an der Universität Würzburg und anschließend der Gesamthochschule Kassel. 1986 wurde er Professor für mittlere und neuere Kunstgeschichte in Bonn. Schwerpunkt seiner Forschung war die Kunst der italienischen Renaissance in Norditalien.

## Schriften (Auswahl)
- Studien zum Werk des Giovanni Maria Falconetto. Würzburg 1970, OCLC 644020913.
- Fassadenmalerei in Verona. Vom 14. bis zum 20. Jahrhundert. München 1973, ISBN 3-7654-1533-2.
- als Hrsg. mit Erich Hubala: Festschrift Herbert Siebenhüner. Würzburg 1978.
- Der Codex Wolfegg: Zeichnungen nach der Antike von Amico Aspertini. Warburg Institute, London 1986, ISBN 0-85481-064-1.
- mit Hermann Ulrich Asemissen: Malerei als Thema der Malerei. Berlin 1994, ISBN 3-05-002547-6.
- Die Kunst der Renaissance. Ausgewählte Schriften. Köln 2001, ISBN 3-412-16300-7.